# Afton Cooper
Afton Cooper is een personage uit de Amerikaanse soapserie Dallas. De rol werd vertolkt door Audrey Landers. Het personage werd geïntroduceerd in de elfde aflevering van het vierde seizoen. Afton is de zus van Mitch Cooper. Hoewel ze een ongeveer even grote rol had als Mitch was haar naam pas te zien bij de aftiteling, terwijl die van Mitch (Leigh McCloskey) meteen na de openingstune verscheen. Vanaf het zesde seizoen verscheen ook de naam van Landers na de openingstune als deel van de vaste cast. Landers bleef tot aan de eerste aflevering van het achtste seizoen en verdween dan uit de serie. Aan het einde van het twaalfde seizoen maakte ze opnieuw haar opwachting voor vijf afleveringen. In de tv-film Dallas: J.R. Returns nam ze in 1996 nog één keer de rol van Afton op.

## Personagebeschrijving
Afton groeide samen met haar broer Mitch op in een arm gezin in Biloxi. Na de dood van haar vader kreeg het gezin het zwaar te verduren. Mitch studeert geneeskunde in Dallas en leert daar Lucy Ewing kennen. De twee verloven zich en Afton en haar moeder komen naar Dallas om kennis te maken met de familie. Terwijl Mitch wil werken voor zijn geld en alles eerlijk verdienen heeft Afton er geen moeite mee als haar iets in de schoot geworpen wordt. Het klikt meteen met J.R. en de twee belanden al snel in bed. Sue Ellen, de vrouw van J.R. heeft de romance al snel in de gaten. Afton kan goed zingen en J.R. bezorgt haar een baantje in een café waar ze elke avond zingt. In de bar leert ze Cliff Barnes kennen. De twee hebben een kortstondige affaire met elkaar maar Afton laat Cliff al snel vallen als ze denkt dat hij een eeuwige loser is. Maar eerst helpt ze J.R. nog om Cliff een slaapmiddel te geven zodat J.R. de kans heeft om bezwarend materiaal tegen hem in een rechtszaak op onrechtmatige manier te verkrijven.
Op verzoek van J.R. speelt ze gezelschapsdame voor Vaughn Leland. Echter heeft Afton het helemaal niet begrepen op Vaughn en keert terug naar Cliff, die nu directeur is van een bedrijf van zijn moeder. Ze vertelt hem alles wat ze weet en samen met Vaughn luizen ze J.R. erin. De ontluikende romance tussen Cliff en Afton wordt snel de kop ingedrukt als Sue Ellen weer vrij blijkt te zijn. Afton is echter helemaal verkocht aan Cliff en blijft achter hem aanlopen. Nadat J.R. Cliff opnieuw te grazen neemt en hij miljoenen dollars verliest laat hij zich helemaal gaan. Afton laat Cliff niet vallen en blijft hem steunen. Op een keer vindt ze hem bewusteloos bij hem thuis nadat hij een zelfmoordpoging gedaan heeft. Hij wordt op het nippertje gered. Afton staat hem bij en wordt ook bevriend met zijn moeder Rebecca. Ze blijft achter hem aan lopen terwijl het hem niet altijd veel lijkt uit te maken. Nadat hij bij het oliekartel zit wil hij J.R. opnieuw dwarsbomen door een raffinaderij te kopen die J.R. ook wil. Gil Thurman die de raffinaderij wil verkopen geeft echter niet om het geld maar om de voordelen die bij de deal komen. Nadat hij van een kale reis thuiskomt van Sue Ellen die niet met hem naar bed wil probeert Afton hem te bewerken om aan Cliff te verkopen. Gil maakt het duidelijk dat hij enkel verkoopt als zij met hem naar bed gaat. Afton doet dit omdat ze wil dat Cliff de raffinaderij kan kopen. Afton wil trouwen met Cliff maar hij houdt de boot af, ze trekt wel bij hem in in zijn nieuwe appartement. Als J.R. lucht krijgt dat Afton degene is waardoor hij de raffinaderij misgelopen is maakt hij Gil Thurman wijs dat Afton hem wel ziet zitten. Gil zoekt Afton op en valt haar lastig, gelukkig komt Cliff op het juiste moment thuis. In een ruzie had Afton al eens gezegd dat zij gezorgd had voor de deal maar had ontkent dat ze met Gil naar bed geweest was. Cliff beval Gil te vertrekken maar wist wel dat Afton wel met hem geslapen had. Hij moest normaal een vliegtuig halen naar Houston maar zijn kop stond er niet naar en hij verdween. Rebecca wilde hem naar de luchthaven brengen en besloot om dan maar zelf naar Houston te gaan om een zakendeal te regelen, echter stortte het vliegtuig neer waardoor Afton onbewust het leven van Cliff gered had die normaal dat vliegtuig had moeten nemen. Afton gaat naar Southfork om Pamela het slechte nieuws te brengen. Rebecca overleefde de crash maar stierf de volgende ochtend, Afton had Cliff intussen tevergeefs gezocht en moest hem het slechte nieuws brengen. Afton stond in het testament van Rebecca en erfde een som geld. Cliff wikkelde zich in zelfmedelijden maar Afton probeerde hem ervan te overtuigen dat hij dat niet moest doen en bekende dat hoewel ze het overlijden van Rebecca erg vond ze blij was dat hij niet op de vliegtuig zat.